# Francisca Josefa de la Concepción de Castillo
Pour les articles homonymes, voir La Concepción, Concepción et Castillo.
Francisca Josefa de la Concepción de Castillo, née le 6 octobre 1671 à Tunja et morte le 7 août 1742, est une religieuse et une mystique néogrenadine.

## Biographie
Francisca Josefa de Castillo y Guevara est née dans une famille aisée dans le Royaume de Nouvelle-Grenade qui devient plus tard la Colombie. Son père, Francisco Ventura de CastiIlo y Toledo, un colon hidalgo originaire d'Illescas en Espagne, est d'abord nommé lieutenant général de la ville puis maire. Sa mère, María Guevara Niño y Rojas, est une criolla native de Tunja mais dont les origines sont basques . Francisca Josefa a deux sœurs et un frère dont les noms sont Catalina, (le prénom de la seconde sœur est oublié) et Pedro Antonio Diego.
À 18 ans, elle entre au couvent de Santa Clara la Real (es) situé dans sa ville. Après deux ans comme laïque puis comme novice, elle prononce ses vœux le 24 septembre 1694 et devient clarisse. Elle passe le reste de sa vie dans ce couvent dont elle est nommée abbesse de la communauté à trois reprises. 

## Œuvres

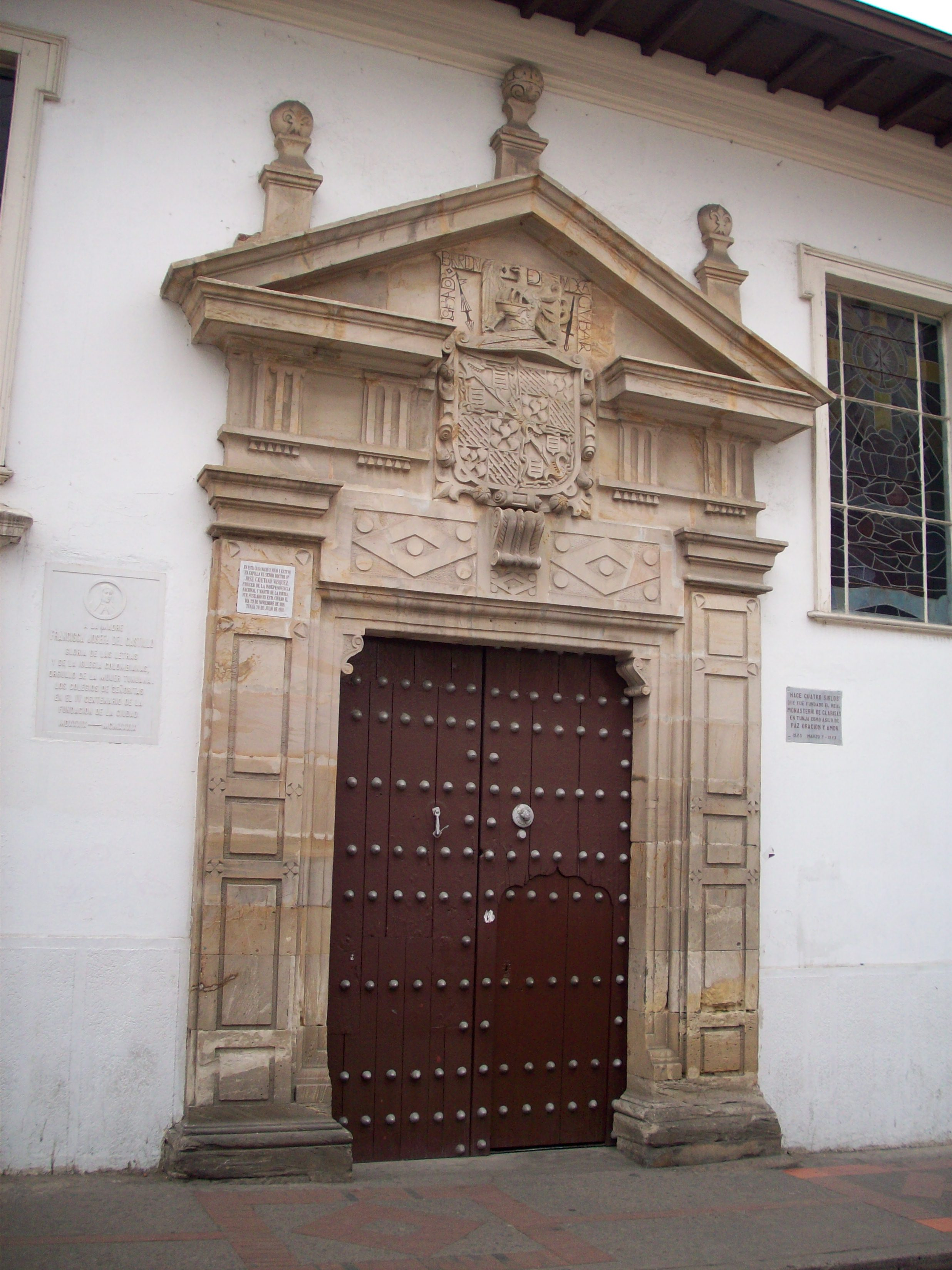
Portail du couvent Santa Clara la Real où Francisca Josefa de la Concepción de Castillo vécut.

- (es) Francisca Josefa de la Concepción Castillo, Vida de la V M Francisca Josefa de la Concepción..., Philadelphia, T H Palmer, 1817 (OCLC 5356222, lire en ligne)

## Postérité
Première femme écrivain de Colombie, ses écrits dévotionnels et autobiographiques sont publiés à titre posthume,,.
Son travail a été étudié par Dario Achury Valenzuela, Constanza Toquica, Ángela Inés Robledo, Antonio Gómez Restrepo, Elisa Mújica, José María Vergara y Vergara et Daniel Alejandro Montes, entre autres, qui la reconnaissent comme l'une des écrivaines les plus éminentes de la littérature coloniale colombienne.